# Приморский сельсовет (Красноярский край)
Примо́рский сельсове́т — муниципальное образование (сельское поселение) в Балахтинском районе Красноярского края.
Административный центр — посёлок Приморск.

## География
Приморский сельсовет находится на юго-западе Балахтинского района. Удалённость административного центра сельсовета — посёлка Приморск от районного центра — посёлка Балахта составляет 35 км.

## История
Посёлок Приморск и село Даурское появились при создании Красноярского водохранилища в результате переселения в них затопленных сёл бывшего Даурского района в 1962 году.
Приморский сельсовет наделён статусом сельского поселения в 2005 году.

## Население
| 2010  | 2012  | 2013  | 2014  | 2015  | 2016  | 2017  | 2018  | 2019  |
| ----- | ----- | ----- | ----- | ----- | ----- | ----- | ----- | ----- |
| 2173  | ↘2150 | ↘2127 | ↘2085 | ↘2062 | ↘2043 | ↘2016 | ↘2007 | ↘1961 |
| 2020  | 2021  |       |       |       |       |       |       |       |
| ↘1920 | ↘1911 |       |       |       |       |       |       |       |

Гендерный состав
По данным Всероссийской переписи населения 2010 года 1009 мужчин и 1164 женщины из 2173 чел.

## Состав сельского поселения
| № | Населённый пункт | Тип населённого пункта          | Население |
| - | ---------------- | ------------------------------- | --------- |
| 1 | Даурское         | село                            | ↘230      |
| 2 | Ижульское        | село                            | ↘138      |
| 3 | Приморск         | посёлок, административный центр | ↘1696     |
| 4 | Ямская           | деревня                         | ↘109      |